# 26 Men
26 Men è una serie televisiva statunitense in 78 episodi trasmessi per la prima volta nel corso di 2 stagioni dal 1957 al 1959.
È una serie western incentrata sulle vicende dei ranger dell'Arizona, un gruppo elitario commissionato nel 1901 dal legislatore del Territorio dell'Arizona e limitato, per ragioni finanziarie, ad un corpo di ventisei membri attivi.

## Trama
1901, Arizona. Gli Arizona Rangers sono un gruppo di ranger che operano nel Territorio dell'Arizona durante il periodo del vecchio West. Il gruppo, formato da 26 uomini (un capitano, un tenente, 4 sergenti e 20 operativi) e guidato dal capitano Tom Rynning, è responsabile della sicurezza della zona ed effettua arresti e catture di pericolosi criminali.

## Personaggi e interpreti

### Personaggi principali
- Capitano Tom Rynning (1957-1959), interpretato da Tristram Coffin.
- Ranger Clint Travis (1957-1959), interpretato da Kelo Henderson.

### Personaggi secondari
- Caporale Hillborn (1957-1959), interpretato da Hal Hopper.
- Canuck (1957-1959), interpretato da Jack Riggs.
- Buzz (1957-1958), interpretato da Ed Morgan.
- Governatore (1957-1958), interpretato da Walter Crane.
- Henry (1957-1958), interpretato da Boyce Wright.
- Foster Hatch (1957-1959), interpretato da Gregg Barton.
- Luke Baxter (1958-1959), interpretato da Roy Barcroft.
- Arch (1957-1958), interpretato da Jim Norman.
- Ben Haddock (1957-1959), interpretato da Lane Bradford.
- Dan Haines (1957-1959), interpretato da William Fawcett.
- Carmody (1957-1959), interpretato da Bud Brown.
- Ernie Culmer (1957-1959), interpretato da Rayford Barnes.
- Cincioni (1957-1959), interpretato da I. Stanford Jolley.
- Pete Martin (1957), interpretato da Jack Martin.
- Marshal Dink Thompson (1957-1958), interpretato da Ronnie Hansen.
- Bear Mason (1958-1959), interpretato da Robert Foulk.
- Blaine Lewis (1957-1959), interpretato da Richard Garland.
- Red Emerson (1957-1959), interpretato da Tom Monroe.
- Clay Hackett (1957-1959), interpretato da Richard Reeves.
- Jorgens (1957-1958), interpretato da Norman MacDonald.
- Charlie Hall (1957-1958), interpretato da Bill Gillis.
- Doak (1957-1958), interpretato da Mickey Simpson.
- Blue (1958-1959), interpretato da William Henry.
- Slats Scarsted (1958-1959), interpretato da Hal Baylor.
- Gina Allison (1958-1959), interpretata da Barbara Bestar.

## Produzione
La serie fu prodotta da ABC Films e Russell Hayden Productions e girata in California e in Arizona. Le musiche furono composte da Al Sack, Gordon Zahler e Russell Hayden (che fu anche produttore).

### Registi
Tra i registi sono accreditati:
- Reg Browne in 18 episodi (1957-1959)
- Oliver Drake in 10 episodi (1957-1958)
- Russell Hayden in 3 episodi (1957-1959)
- Franklin Adreon in 2 episodi (1958-1959)
- Joseph Kane

### Sceneggiatori
Tra gli sceneggiatori sono accreditati:
- Tom Hubbard in 8 episodi (1957-1959)
- Samuel Roeca in 7 episodi (1957-1959)
- Buckley Angell in 5 episodi (1957-1959)
- Oliver Drake in 3 episodi (1957-1958)
- Dwight V. Babcock in 2 episodi (1957-1958)
- Frank Graves in 2 episodi (1957-1958)
- Joe Richardson in 2 episodi (1957-1958)
- Sloan Nibley in 2 episodi (1957)
- Lawrence Resner

## Distribuzione
La serie fu trasmessa negli Stati Uniti dal 15 ottobre 1957 al 30 giugno 1959 in syndication. È stata distribuita anche in Finlandia con il titolo 26 miestä.

## Episodi
| Stagione         | Episodi | Prima TV USA |
| ---------------- | ------- | ------------ |
| Prima stagione   | 39      | 1957-1958    |
| Seconda stagione | 39      | 1958-1959    |